# Fiediuninskaja (rejon kiczmiengsko-gorodiecki)
Fiediuninskaja (ros. Федюнинская) – wieś w Rosji, w rejonie kiczmiengsko-gorodieckim obwodu wołogodzkiego. W 2010 r. liczyła 34 mieszkańców.